# Еталон смерекового високогірного насадження
Еталон смерекового високогірного насадження — ботанічна пам'ятка природи місцевого значення. Об'єкт розташований на території Надвінянського району Івано-Франківської області, Річанське лісництво, квартал 7, виділ 34.
Площа — 2,5000 га, статус отриманий у 1993 році.